# Die Ungarn
Die Ungaren (Originaltitel: Magyarok) ist ein ungarisches Filmdrama aus dem Jahr 1978 unter der Regie von Zoltán Fábri. Der Film wurde bei der 51. Oscarverleihung für den Oscar als bester internationaler Film nominiert.

## Handlung
Winter 1942/1943. In der Csarda sitzen einige Landarbeiter beisammen und beraten, dass es das günstigste sei (nicht zuletzt, um der Einberufung zu entgehen), wenn sie sich zur Arbeit nach Deutschland verdingen, weil man dort mehr verdiene. Sie werden auf dem Gut nicht unfreundlich aufgenommen, der Verwalter ist ein Ungar, dessen Familie es gerade noch geschafft hat, in die USA zu fliehen. Die Gegend ist sehr einsam, der Gutsbesitzer alt und krank, sein einziger Sohn Soldat. In der Nähe ist ein Kriegsgefangenenlager mit Franzosen und es wird ihnen strikt verboten, sich ihnen zu nähern.
Frühling. Die Feldarbeiten sind in vollem Gang. Die Kriegsereignisse berühren sie kaum – sie wissen zu wenig. Sie sind erschüttert, als der Gutskutscher spurlos verschwindet, als sie beobachten, wie entkräftete, sowjetische Kriegsgefangene erschossen werden, wie polnische Frauen und Kinder auf dem Gut zu hausen gezwungen sind.
Sommer. Eines der polnischen Kinder ist schwer krank. Die Ungarn helfen spontan. András Fábian beobachtet, erahnt Zusammenhänge. Er und seine Frau haben soviel Geld erspart, dass sie dem Sohn ein Fahrrad nach Hause schicken können. Sie sehen das Meer.
Herbst. Die Ernte ist gut. Die Franzosen jubeln, als sie einen Luftkampf beobachten. Abris Kondor, der Jüngste der Ungarn, stirbt an Tuberkulose. Der Gutsbesitzer bietet den Ungarn Pachtland an, damit sie bleiben. Diese wollen aber nach Hause.
Winter. Sie werden daheim freudig begrüßt. Der Briefträger bringt die Einberufungen. Den Frauen bleibt nichts als ein Foto.